# لوري إل. باتون
لوري إل. باتون (بالإنجليزية: Laurie L. Patton)‏ هي مترجمة أمريكية، ولدت في 14 نوفمبر 1961.